# بورجو فال دي تارو
بورجو فال دي تارو (بالإيطالية: Borgo Val di Taro)‏ هي بلدية في مقاطعة بارما في إقليم إميليا رومانيا الإيطالي.

## السكان
في سنة 1861 بلغ عدد السكان 7٬872 نسمة، وتطور العدد ليصل في سنة 2011 لـ 7٬275 نسمة.
يظهر هذا المخطط البياني تطور النمو السكاني لـ بورجو فال دي تارو

## توأمة
لبورجو فال دي تارو اتفاقيات توأمة مع كل من:
- شارنتون لو بونت
- أبريكا

## أعلام
- سيسيليا موليناري
- مارسيلو غازولا